# Hertigdömet Amalfi
Hertigdömet Amalfi var en historisk italiensk monarki i södra Italien mellan 958 och 1137. Det utkristalliserades ur hertigdömet Neapel och uppgick i kungariket Sicilien.